# Handball bei der Arbeiterolympiade
| Handball bei der Arbeiterolympiade | Handball bei der Arbeiterolympiade |
| ---------------------------------- | ---------------------------------- |
| Handball                           |                                    |
| Olympiasieger                      |                                    |
| Jahr                               | Mannschaft                         |
| 1925                               | Deutsches Reich                    |
| 1931                               | Österreich                         |
| 1937                               | Schweiz                            |

Handball wurde an allen Arbeiterolympiaden als Feldhandball ausgetragen. Die meisten Medaillen erhielt die Schweizer Mannschaft.

## Olympische Handballturniere
| Jahr | Austragungsort    | Gold            | Ergebnis | Silber          | Bronze        | Mannschaften |
| ---- | ----------------- | --------------- | -------- | --------------- | ------------- | ------------ |
| 1925 | Frankfurt am Main | Deutsches Reich | 4:2      | Schweiz         | Belgien       | 3            |
| 1931 | Wien              | Österreich      | 10:9     | Deutsches Reich | Polen Schweiz | 6            |
| 1937 | Antwerpen         | Schweiz         | 8:6      | Niederlande     | [ Anm. 1 ]    | 4            |

## Nationenwertung
| Rang | Land                            | Gold | Silber | Bronze | Gesamt |
| ---- | ------------------------------- | ---- | ------ | ------ | ------ |
| 1.   | Schweiz                         | 1    | 1      | 1      | 3      |
| 2.   | Deutsches Reich                 | 1    | 1      | 0      | 2      |
| 3.   | Österreich                      | 1    | 0      | 0      | 0      |
| 4.   | Niederlande                     | 0    | 1      | 0      | 1      |
| 5.   | Belgien                         | 0    | 0      | 1–2    | 1–2    |
| 6.   | Polen                           | 0    | 0      | 1      | 1      |
| 7.   | Völkerbundsmandat für Palästina | 0    | 0      | 0–1    | 0–1    |